# Chapter V: Unbent, Unbowed, Unbroken
Chapter V: Unbent, Unbowed, Unbroken је пети студијски албум шведског пауер метал бенда Hammerfall, објављен 2005. године за Nuclear Blast. Садржи нумеру „Knights of the 21st Century”, која укључује гстовање певача Венома Конрада 'Кроноса' Ланта; то је уједно и најдужи студијски снимак бенда до сада, са трајањем од 10:25.
Назив албума инспирисан је породичним мотом куће Мартел од Дорна из серијала ЕФ романа Песма леда и ватре аутора Џорџа Р. Р. Мартина, као и називи песама „Hammer of Justice“, „Take the Black“ и „Fury of the Wild“. Стих „Ништа не гори као хладноћа“ из „Never, Ever“ преузета је из првог поглавља Игре престола, прве књиге у серијалу.
Илустрацију омота креирао је Семвајз Дидиер.

## Листе
| Земља          | Највиша позиција |
| -------------- | ---------------- |
| Француска      | 159              |
| Мађарска       | 11               |
| Немачка        | 12               |
| Финска         | 18               |
| УК (рок/метал) | 25               |
| Аустрија       | 36               |
| Швајцарска     | 39               |
| Шведска        | 4                |
| Италија        | 71               |

## Песме
| №               | Назив                       | Трајање |  |
| 1.              | Secrets                     | 6:06    |  |
| 2.              | Blood Bound                 | 3:49    |  |
| 3.              | Fury of the Wild            | 4:44    |  |
| 4.              | Hammer of Justice           | 4:37    |  |
| 5.              | Never, Ever                 | 4:05    |  |
| 6.              | Born to Rule                | 4:08    |  |
| 7.              | The Templar Flame           | 3:41    |  |
| 8.              | Imperial                    | 2:29    |  |
| 9.              | Take the Black              | 4:46    |  |
| 10.             | Knights of the 21st Century | 12:19   |  |
| Укупно трајање: | Укупно трајање:             | 50:44   |  |

## Извођачи
- Јоаким Канс – главни вокал
- Оскар Дроњак – гитаре, пратећи вокали, клавијатуре, акустична гитара на „Imperial“
- Стефан Елмгрен – гитаре, пратећи вокали, акустична гитара на „Never, Ever“
- Магнус Розен – бас
- Андерс Јохансон – бубњеви